# Pacifico Settembre (album)
Pacifico Settembre è il primo album in studio del cantante italiano Pago, pubblicato nel 2006 dalla Carosello.

## Tracce
1. Nancy
2. Lontano
3. Non cambi mai
4. Semplicemente un angelo
5. Ora e ancora
6. Parte di me
7. Solo un'anima
8. Tienimi così
9. Parlo di te
10. So che ci sei
11. Vorrei tu fossi mia
12. Piccola storia

## Formazione
- Pago - voce, cori
- Marcello De Toffoli - chitarra, cori
- Fabio Castelli - chitarra acustica
- Flavio Ibba - tastiera, fagotto, chitarra elettrica
- Paolo Costa - basso
- Paolo Bianchi - batteria
- Alberto Sarti - chitarra

## Classifiche
| Paese  | Posizione massima |
| ------ | ----------------- |
| Italia | 51                |